# Cultura general

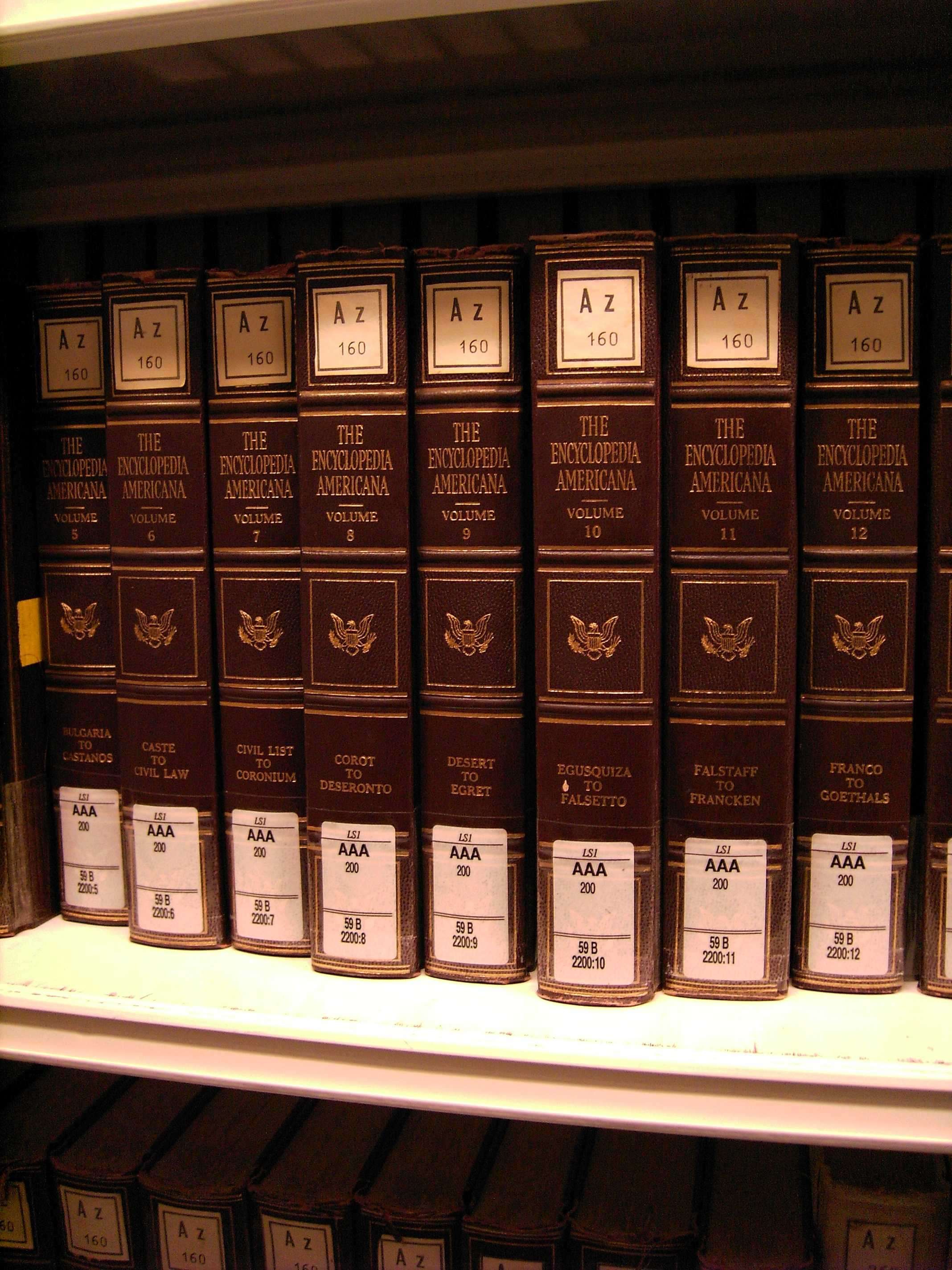
Una enciclopedia es una fuente de cultura general.

La cultura general se refiere a los conocimientos de cualquier tipo que pueda poseer un individuo. Este concepto forma parte del proyecto humanista que tiene origen en la paideia griega, traducida por Marco Tulio Cicerón bajo el término de humanitas y que se unió durante el Renacimiento a las artes liberales. El proyecto de una cultura general está intrínsecamente relacionado con las reflexiones sobre la humanidad, bien sea concebida como naturaleza humana o como algo más allá de la naturaleza por la cultura (o "segunda naturaleza"). Durante la época Clásica, la cultura general formaba parte del ideal del hombre honesto. “La problemática de la cultura general radica en eso que hemos podido llamar “crisis de la educación” Hannah Arendt.

## El humanitas de Cicerón
Cicerón definió el humanitas como “el trato a dar a los niños para que se conviertan en hombres” de (El orador, I, 71, et II, 72). También forjó la expresión “cultura del alma” (cultura animi)
“La cultura del alma es la filosofía: es ella quien extirpa radicalmente los vicios, pone a las almas en estado de recibir las semillas, les confía y, por así decirlo, siembra eso que, una vez desarrollado, dará la más abundante de las cosechas” Marco Tulio Cicerón, Las Tusculanas.
Según Cicerón, la cultura general se distingue de la educación dada al niño, puesto que la cultura debe perseguirse a lo largo de la vida de El orador. El ideal de cultura de la Grecia del siglo IV se ha transmitido hasta nuestros días al ser incorporado en los diversos modelos escolares.